# San Giovanni Battista (Ragusa)
A Keresztelő Szent János-katedrális (olaszul Cattedrale di San Giovanni Battista) a Ragusai egyházmegye székesegyháza.

## Története
A katedrális egy korábbi, az 1693-as földrengésben elpusztult templom helyett épült. Az egykori templom az ókori városrész, Ragusa Ibla nyugati falai alatt állt. A földrengésben elpusztult templom helyén a 18. század végén egy kisebb templomot emeltek Szent Ágnes tiszteletére. Az új katedrálist távolabb építették fel, a Patro negyedben, amelyből később kialakult az új városrész, Ragusa Superiore. Az alapkőletételre 1694. április 15-én került sor. Az eseményt beárnyékolta, hogy a város lakosai nem tudtak megegyezni az újjáépítés részleteit illetően, ezért az antik városban is épült egy katedrális, a San Giorgio. A katedrális rövid idő alatt, mindössze négy hónap, épült fel. Hivatalos megnyitójára augusztus 16-án került sor. A felépült templom kicsinynek bizonyult az egyre gyarapodó lakosság számára, ezért 1718-ban átépítése mellett döntöttek. Két acirealei mesterember, Giuseppe Recupero és Giovanni Arcidiacono vezetésével épült fel a mai is látható grandiózus, barokk katedrális, ugyanekkor alakították ki az előtte levő teret is. 1950-ben, a ragusai egyházmegye megalakulásával, katedrális rangot kapott.

## Leírása
A katedrális főhomlokzata a késő barokk stíluselemeit ötvözve épült meg. Három portál díszíti. A főbejárat felett a Szűzanya, Keresztelő Szent János és János apostol szobrai láthatók. Az emeleti oszlopsor tetején lévő timpanont egy óra díszíti. A homlokzat bal oldalán áll a szintén barokk stílusban épült harangtorony. A szimmetrikus, jobb oldali harangtorony megépítésétől 1820-ban elálltak. A templombelső latin kereszt alaprajzú, a főhajót az oldalhajóktól elválasztó oszlopsorokat aranybevonattal díszítették. Az oszlopok tetején bibliai részletek olvashatók Keresztelő Szent János életéről. A boltozatot rokokó stukkózás díszíti, ami Giuseppe és Gioacchino Gianforma munkája. A kupola 1783-ban épült, rézlemezborítását a 20. században kapta. Az oltár és oldalkápolnák oltárai polikróm márványból készültek a 19. században.